# Konståret 1917

## Händelser

### Okänt datum
- Röhsska Konstslöjdsmuseets Vänner bildades.
- Konstgruppen De Stijl bildas av bland andra Piet Mondrian, Theo van Doesburg och Gerrit Rietveld.
- Åhlén & Holm lanserar björktavlor [1].
- Hemutställningen visades på Liljevalchs konsthall.
- Smedsuddskoloristerna hyr Sjövillan vid Smedsudden.

## Verk

### Målningar

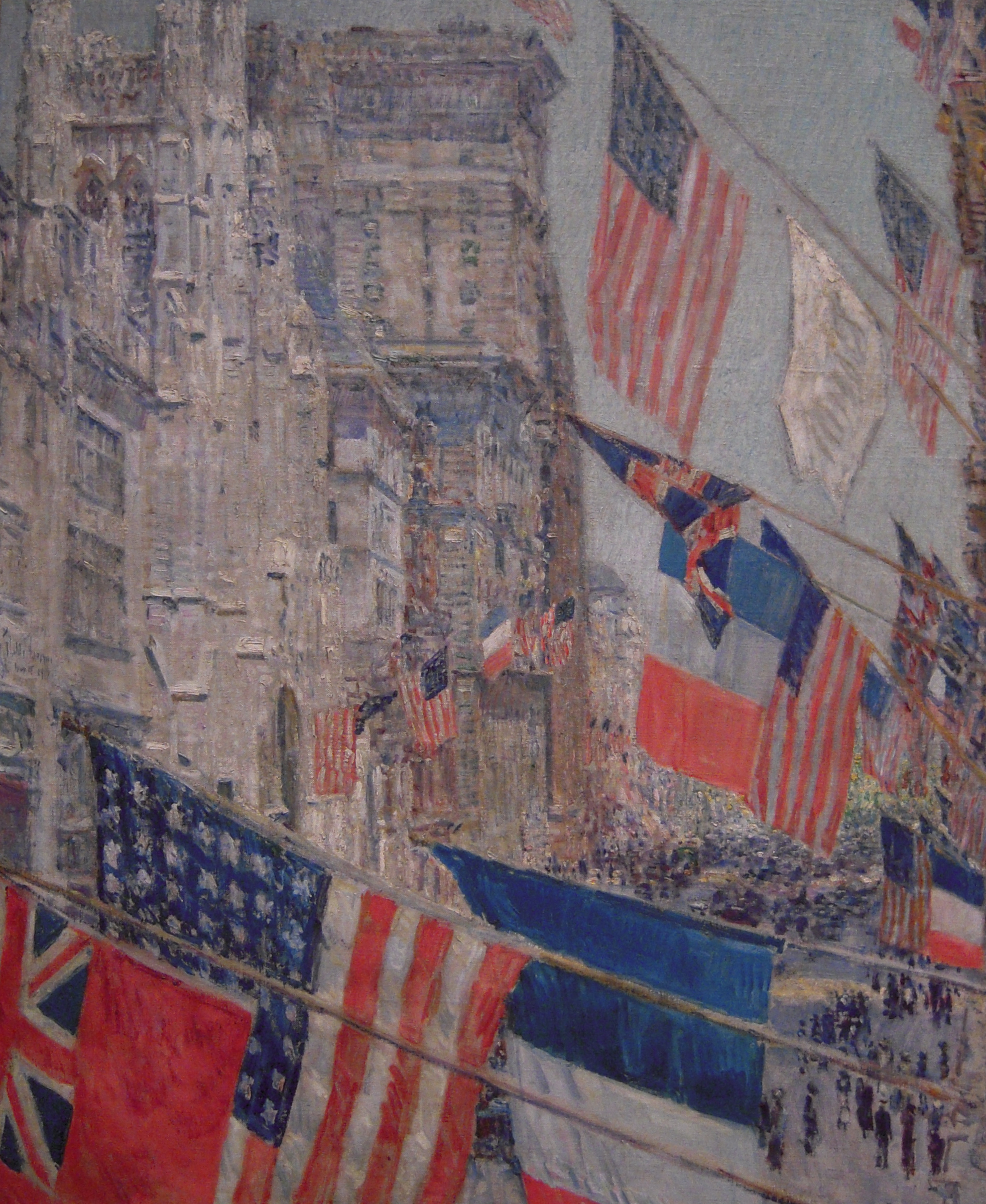
Childe Hassams målning Allies Day, May 1917 från 1917.

- Childe Hassam – Allies Day, May 1917
- Lovis Corinth – Porträtt av Julius Meier-Graefe
- Henri Matisse – Målaren och hans modell
- Pablo Picasso – Olga Picasso i en armstol

## Födda
- 4 januari - Göte Augustsson (död 2004), svensk autodidakt formgivare och hyttmästare vid Ruda glasbruk.
- 18 februari - Tuulikki Pietilä (död 2009), finländsk illustratör och professor i grafisk konst.
- 23 februari - Helga Henschen (död 2002), svensk konstnär, poet, författare och illustratör.
- 1 mars - Tore Ahnoff (död 2016), svensk konstnär, lärare och rektor på Valands konsthögskola.
- 11 mars - Göran Schildt (död 2009), finlandssvensk författare och konsthistoriker.
- 21 mars - Arne Isacsson, (död 2010), svensk akvarellist och konstpedagog.
- 9 april - Rolf Kauka (död 2000), tysk serietecknare.
- 12 april - Paul Kedelv (död 1990), svensk glasformgivare.
- 30 april - Palle Pernevi (död 1997), svensk skulptör.
- 25 maj - Hans Hedberg  (död 2007), svensk skulptör.
- 3 juni - Arne Ringström (död 1983), svensk konstnär och dekoratör.
- 12 juni - Gunnar Johnsson (död 2007), svensk målare och konstnär.
- 18 juni - Erik Ortvad (död 2008), dansk målare och tecknare.
- 28 juni - Reidar Johan Berle (död 1997), norsk grafiker, illustratör och målare.
- 12 juli - Andrew Wyeth (död 2009), amerikansk målare.
- 10 augusti - Charlotte Weibull (död 2015), svensk folklivskonstnär och docktillverkare.
- 16 september - Atti Johansson (död 2003), svensk konstnär.
- 27 oktober - Rosalie Olsson (död 1995), svensk målare och grafiker
- 29 oktober - Paula Oddestad (död 1963), svensk målare och tecknare.
- 31 oktober - Egon Schröder (död 1954), svensk konstnär.
- 2 december - Sven Hagmarker (död 2015), svensk konstnär.
- 4 december - Jan Brazda (död 2011), tjeckisk-svensk konstnär och scenograf.
- 8 december - Nisse Strinning (död 2006), svensk arkitekt och formgivare.
- 24 december - Frithjof Sælen (död 2004), norsk illustratör, författare och motståndsman under kriget.

## Avlidna
- Lorentz Dietrichson (född 1834), norsk konsthistoriker och författare.
- 23 april - Robert Koehler (född 1850), tysk målare.
- 12 juli - Hugo Simberg (född 1873), finländsk konstnär.
- 19 juli - Edgar Degas (född 1834), fransk konstnär och skulptör.
- 16 augusti – Wilhelm Morgner (född 1891), tysk bildkonstnär.
- 1 oktober - Ivan Aguéli (född 1869), svensk målare, religionsfilosof och orientalist.
- 17 november - Auguste Rodin (född 1840), fransk skulptör.
- 17 november - Sir Charles Holroyd (född 1861), engelsk konstnär.
- 21 december - Wilhelm Trübner (född 1851), tysk målare.

### Fotnoter
1. ↑  Sverige 1900-talet – Från kungatavla till idolposter, NE, Bra Böcker, 2000